# 梅里登 (伊利諾伊州)
梅里登（英語：Meriden）是位於美國伊利諾伊州拉薩爾縣的一個非建制地區。該地的面積和人口皆未知。

## 地理
梅里登的座標為41°34′14″N 89°02′06″W / 41.57056°N 89.03500°W，而該地的平均海拔高度為221米（即725英尺）。